# 坎伯兰 (单一管理区)
坎伯兰是位于英格兰西北坎布里亚名誉郡西北部的单一管理区，北方与东北方与苏格兰的鄧弗里斯-加洛韋以及蘇格蘭邊區接壤，东临诺森伯兰，南接威斯特摩兰-弗内斯，西临爱尔兰海。
在1974年前，还存在作为历史郡和行政郡的同名行政区划。而坎伯兰作为单一管理区，覆盖了1974 年之前存在的坎伯兰的 77%的面积（原历史郡的彭里斯地区不属于单一管理区管辖），原历史郡地域范围内90%的人口也归属单一管理区管辖。

## 历史
坎伯兰单一管理区管辖的大部分地区在12世纪至1888年之间属于同名历史郡坎伯兰。1889年，坎伯兰作为行政郡被保留下来。1974年，坎伯兰与其南方的行政郡威斯特摩兰被撤销，与原兰开郡北部的部分地区合并为非都市郡坎布里亚。1997年郡尉法案通过后，坎布里亚也被定义为名誉郡，并设立郡尉和郡长。
前坎布里亚郡理事会选举原定于2021年5月举行，但由于坎布里亚的地方政府重组方案尚未确定，住房、社区和地方政府大臣宣布选举推迟一年。同年7月，英国政府宣布废除坎布里亚非都市郡现有的郡区两级理事会，并将该郡“东西分裂”，建立两个单一管理区以取代原有的所有两级理事会，原坎布里亚非都市郡的北部和西部，也就是阿勒代尔、卡莱尔市和科普兰自治市镇三个非都市区范围内建立单一管理区坎伯兰，而剩余地区则建立另一个单一管理区威斯特摩兰-弗内斯。
坎布里亚的地方政府重组受到一些人的反对，反对者声称政府重组的实施只是为了让保守党在地方政府选举中获得优势。坎布里亚郡理事会由于会在计划中被废除，也寻求司法审查，以阻止地方政府重组。2022年1月，高等法院驳回了司法审查的申请。随后，坎布里亚地方政府重组的法定文书草案被提交议会；同年3月17日，《2022年坎布里亚郡（结构变更）令》在议会通过并于次日生效。
同年5月，新的坎伯兰理事会举行第一次选举，工党在选举中赢得30个议席，获得多数党地位；保守党在选举中获得7席，自由民主党获得4席，独立党获得席位为3席，绿党则是2席。该选举投票率为36.1%。坎伯兰理事会作为“影子当局”运作，直到 2023年4月1日三个前区理事会和坎布里亚郡理事会被撤销。2023年4月，坎伯兰单一管理区正式成立。

## 政治
坎伯兰与邻近的威斯特摩兰-弗内斯两个单一管理区范围内则继续设立统一的坎布里亚名誉郡，并在名誉郡内任命坎布里亚郡尉和坎布里亚郡长。郡长负责关注警察、监狱管理局和缓刑管理局等法定机构的工作
警察和消防服务继续在坎布里亚范围内统一提供，并由坎布里亚郡警察、消防和犯罪专员监督。警察服务由坎布里亚警察局提供，消防服务由坎布里亚消防救援局提供。。

### 友好城市
| 城镇     | 友好城市                        |
| -------- | ------------------------------- |
| 卡莱尔   | 德国 弗伦斯堡 · 波蘭 斯武普斯克 |
| 科克茅斯 | 法國 马尔沃若勒                 |
| 怀特黑文 | 保加利亚 科兹洛杜伊             |
| 沃金顿   | 德国 塞尔姆 · 法國 瓦勒德勒伊   |

## 地理
坎伯兰的部分地区属于英格兰湖区。坎伯兰境内的著名名胜有卡莱尔的卡莱尔大教堂、卡莱尔城堡，以及罗马时期建立的哈德良长城。
| 行政区            | 方位 |
| ----------------- | ---- |
| 邓弗里斯-加洛韦   | 北   |
| 苏格兰边区        | 東北 |
| 诺森伯兰          | 東   |
| 威斯特摩兰-弗内斯 | 南   |